# Шекаловское сельское поселение
Шекаловское сельское поселение — муниципальное образование в Россошанском районе Воронежской области.
Административный центр — село Шекаловка.

## Административное деление
В состав поселения входят 7 населенных пунктов:
- село Шекаловка
- хутор Волкодав
- хутор Ендовино
- хутор Легкодымовка 1-я
- хутор Легкодымовка 2-я
- хутор Малый Лес
- хутор Новосёловка